# アンソニーのハッピー・モーテル
『アンソニーのハッピー・モーテル』（原題：Bottle Rocket）は1996年のアメリカ合衆国のコメディ映画。日本では劇場未公開だが、2010年3月19日にDVDが発売されている。

## 概要
ウェス・アンダーソン監督の商業映画デビュー作であり、テキサス大学在学中に出会った友人オーウェン・ウィルソンと共同執筆した脚本を映画化した13分の短編映画『Bottle Rocket』（1994年）が注目され、ジェームズ・L・ブルックス監督らに認められたことから、長編映画としてリメイクしたのが本作である。原作となった短編映画でもオーウェン・ウィルソンとルーク・ウィルソンの兄弟が主人公の2人を演じているが、その経緯は、当初プロの俳優を起用する予定だったが、資金不足のため、映画出演の経験のないウィルソン兄弟が演じることになったというもので、長編映画としてほぼ同じキャストでリメイクされた本作は、結果としてオーウェンとルークの俳優としての商業映画デビュー作となった。また、本作ではオーウェンとルークの兄で既に俳優として活動していたアンドリュー・ウィルソンも脇役で出演しており、ウィルソン3兄弟の共演作となっている。

## あらすじ
アリゾナ州、精神が病んでいた無職のアンソニーは、昔の仲間だったディグナンに誘われて、強盗で一発当てようという相談に乗る。車の運転担当として、兄にコンプレックスを持つボブが加わり、３人は手はじめに郊外書店を襲撃して成果をあげる。その後泊ったモーテルの客室係・イネスに、アンソニーは一目ぼれしてしまう。ボブの一時逃走もあったが、増えた仲間で今度は兵器工場の金庫を狙う。しかし度重なるドジで計画は失敗、ディグナンは刑務所に送られる。

## キャスト
- アンソニー・アダムス - ルーク・ウィルソン
- ディグナン - オーウェン・ウィルソン
- Dr.ニコルズ - ネッド・ダウド
- グレイス - シェア・フォウラー： アンソニーの妹。
- バニース - ヘイリー・ミラー
- ボブ・メイプルソープ - ロバート・マスグレーヴ
- ジョン・メイプルソープ（未来の男） - アンドリュー・ウィルソン： ボブの兄。
- H・クレイ・マーチソン - ブライアン・テネンバウム
- ステイシー・シンクレア - ジェニ・トゥーリイ
- テンプル - テンプル・ナッシュ
- イネス - ルミ・カバソス
- Mr.ヘンリー - ジェームズ・カーン
- クマール - クマール・パラーナ

## 賞歴
第5回MTVムービー・アワード
- 受賞：新人監督賞 - ウェス・アンダーソン